# Eumel del Bòsfor
Eumel del Bòsfor o Eumelos del Bòsfor (en llatí Eumelus, en grec antic Εὔμηλος) fou un dels tres fills del rei Parísades I del Bòsfor Cimmeri (348 aC a 311 aC).
A la mort del seu pare va iniciar una guerra per la successió contra els seus germans Sàtir II i Pritanis que van ser morts successivament en combat. Va ser rei únic per cinc anys i cinc mesos del 309 aC al 304 aC, segons Diodor de Sicília. El va succeir el seu fill Espàrtoc III.